# Ectoparásito

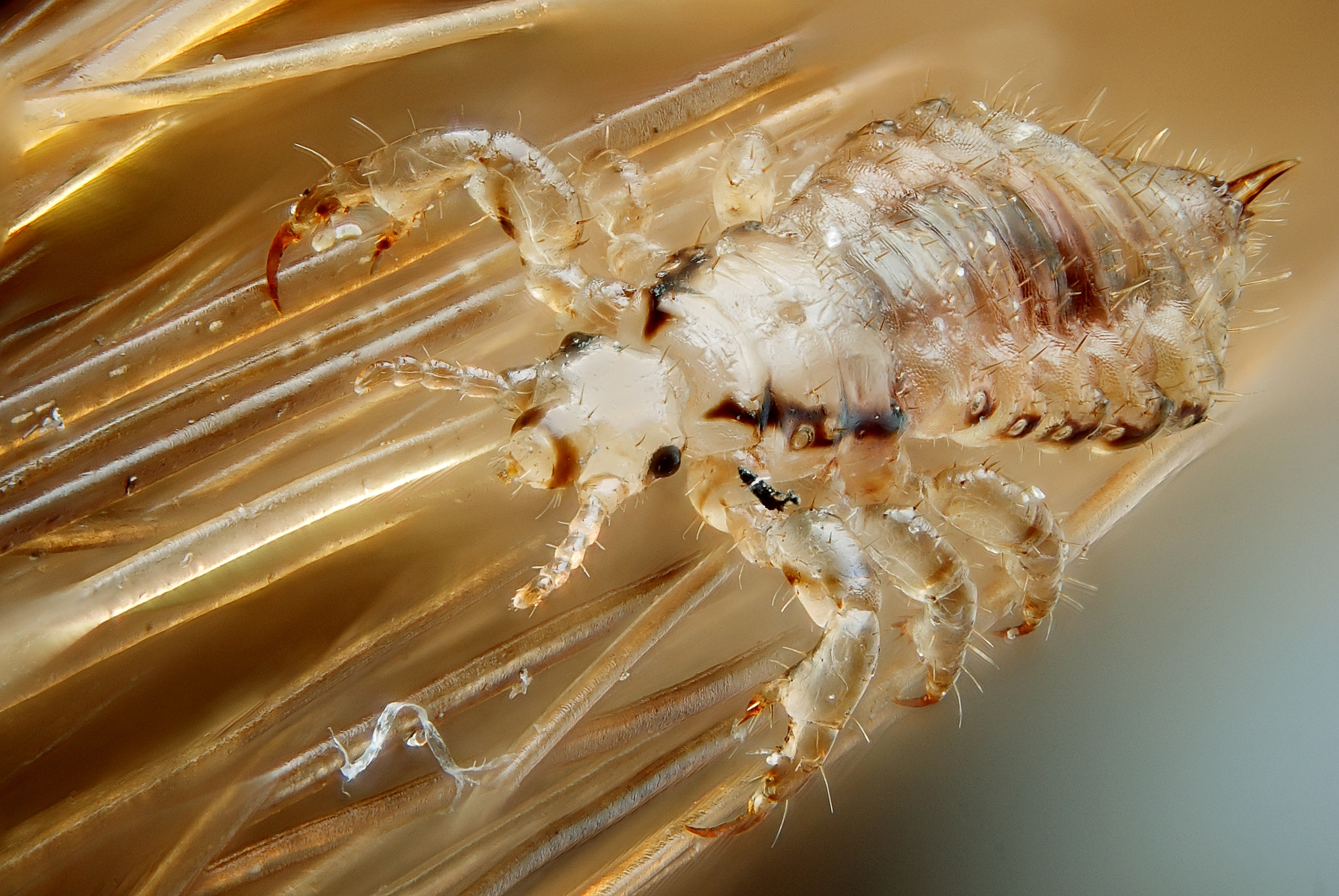
El piojo humano (Pediculus humanus) es un ectoparásito

Un ectoparásito es un organismo que vive en el exterior de otro organismo (el huésped) y se beneficia de la relación a expensas de éste.
Algunos ectoparásitos, como las cochinillas en las plantas, o los aradores de la sarna en animales, establecen una asociación permanente con su huésped, a menudo, con una fuerte reducción anatómica. Otros, como es la regla en los parásitos hematófagos, se desplazan activamente en busca de individuos a los que explotar, estando entre los más comunes las garrapatas.
Una clase notable de relaciones simbióticas es la que existe entre animales que acicalan a otros, actuando como limpiadores de ectoparásitos, acción que realizan, peces, crustáceos y aves, como la garcilla bueyera (Bubulcus ibis) y los picabueyes (género Buphagus), entre otros. 
Las parasitosis externas son enfermedades que se dan con frecuencia, siendo mucho mayor su incidencia en los meses cálidos.
Los principales parásitos externos - por ser los más comunes - que pueden afectar al hombre y animales domésticos son las pulgas, garrapatas, piojos, los ácaros del oído y los productores de la sarna.